# Basuskriget
Basuskriget var enligt den arabiska traditionen ett 40 år långt krig mellan broderstammarna Bakr och Taghlib, vilket tillfogade båda stammarna stora förluster och bilades genom konungen av al-Hira, Al-Mundhir III ibn al-Nu'mans ingripande omkring 534 e. Kr.
Namnet härleds från al-Basus, en kvinna av Bakr, vars kamel dödats av Taghlibs hövding Kulaib ibn Rabia. Hon uppmanar i lidelsefulla verser sin stam till hämnd. Kulaib blev mördad, och hans död blev i sin tur anledning till den förbittrade och långvariga blodsfejden mellan stammarna.

## Teveserie
År 2000 producerades en arabisk teveserie som föreställde Basuskriget. Serien hette Al-Zeer Salem och producerades av Den internationella syriska för konst produktion.